# Rogno
Rogno – miejscowość i gmina we Włoszech, w regionie Lombardia, w prowincji Bergamo.
Według danych na styczeń 2009 gminę zamieszkiwało 3947 osób przy gęstości zaludnienia 253 os./1 km².